# ポール・レカキス
ポール・レカキス（Paul Lekakis, 1966年10月14日 - ）は、アメリカ合衆国ニューヨーク州出身のギリシャ系アメリカ人のモデル、歌手、俳優。バイセクシャルである事を公言している。

## 経歴
1966年に生まれる。
モデルとして活動していたところをヨーロッパ滞在中にスカウトされて歌手としての仕事も始めた。彼の音楽はHi-NRGの中でもイタロ・ディスコに分類される。イタリアで収録して1987年に発表した楽曲「Boom Boom」がアメリカ合衆国だけでなくカナダ、オーストラリアや日本でも大ヒットした。
その後HIVに感染している事が判明、所属事務所が見付からず薬物に溺れ始める。
しばらく公の場に姿を見せなくなっていたが、薬物中毒を克服し2001年に映画「Circuit」に出演、2005年には「Sex, Politics, & Cocktails」、「Don't Tell Don't Ask」に出演。
2007年には舞台「2 Boys in a Bed on a Cold Winter's Night」にも出演した。

## ディスコグラフィー

### アルバム
- "Tattoo It" (1990)

### シングル
- "Boom Boom (Let's Go Back to My Room)" (1987) （勇直子、spinning Dee-Deeがカバー、『阪急ドラマシリーズ はずめ!イエローボール』の主題歌となる）
- "You Blow Me Away" (1989)
- "My House" (1990)
- "Tattoo It on Me" (1990)
- "Let It Out" (1991)
- "Boom Boom (Let's Go Back to My Room)" ('92 Remix) (1992)
- "Boom Boom (Let's Go Back to My Room)" ('97 Skitz Remix) - オーストラリアのみ (1997)
- "Assume the Position" -- Circuit のサウンドトラック (2001)
- "I Think I Love You" -- Hellbent のサウンドトラック (2004)
- "Paul Lekakis Mega Mix 2004" (2004)
- "(I Need a) Vacation" (2006)
- Boom Boom (Let's Go Back To My Room) (20th Anniversary Remix) (2007)